# Alfred Dickert
Adolf Alfred Dickert (* 15. Mai 1878 in Leipzig; † 1942) war ein deutscher Maler.

## Leben

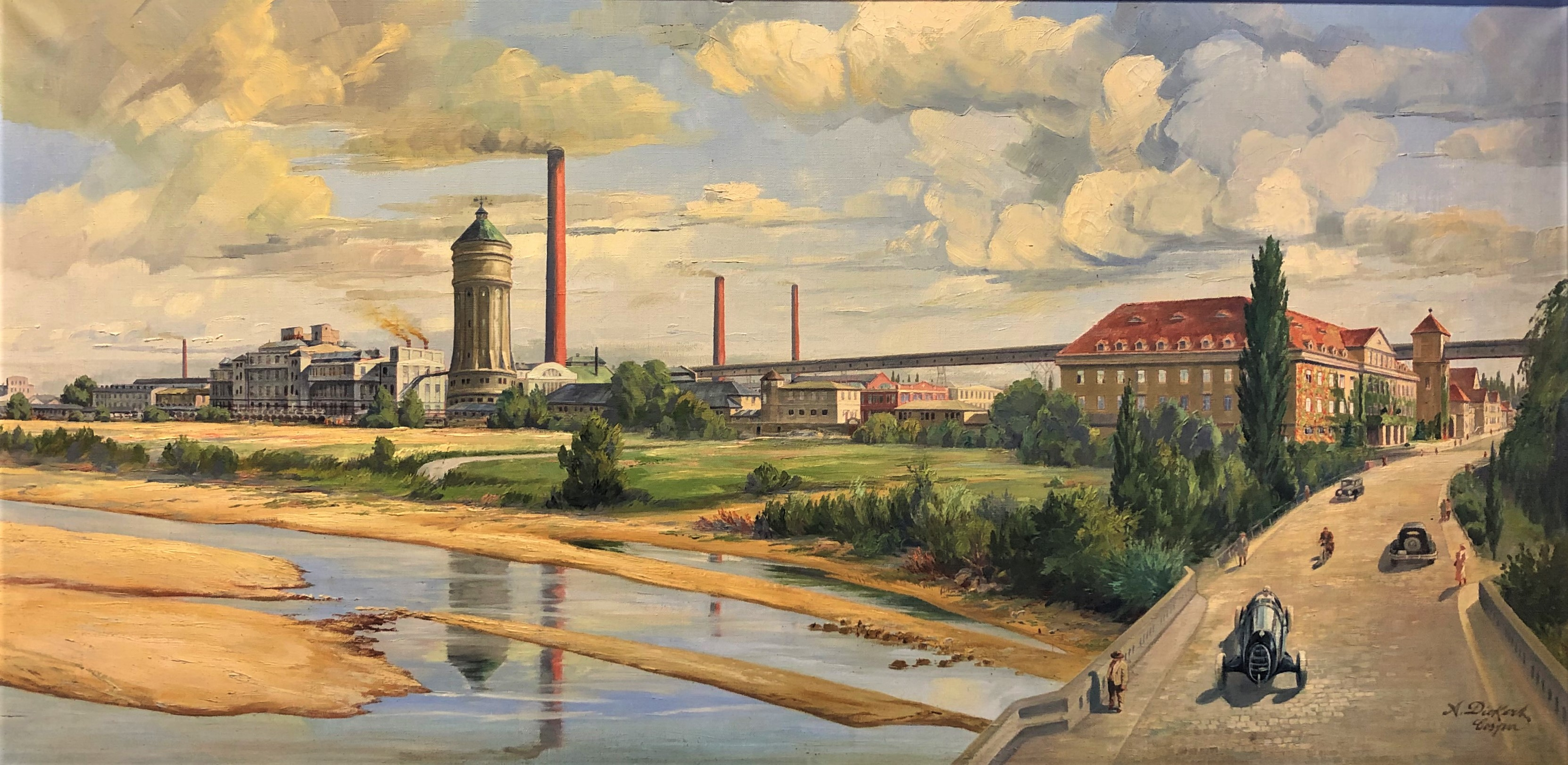
Auftragsarbeit Dickerts für das Direktorenzimmer der Deutschen Celluloid-Fabrik in Eilenburg (um 1930)

Nach dem Schulbesuch nahm er 1892 eine Lithografenlehre auf, die er 1896 erfolgreich abschloss. Danach besuchte er die Kunstakademie in Leipzig und unternahm ausgedehnte Studienreisen ins Ausland. 1899 gründete er in Kospa bei Eilenburg ein Künstleratelier, in dem er fortan freischaffend als Kunstmaler wirkte. Dickert malte neben Federzeichnungen und Radierungen auch Akte und Ansichten von Städten wie Leipzig, Nürnberg, Meißen und Eilenburg. 1903 erhielt er vom Ministerium des Innern Sachsen ein Belobigungsdekret, das er als Aushängeschild für die Qualität seiner Arbeiten nutzte.